# Scrumbie

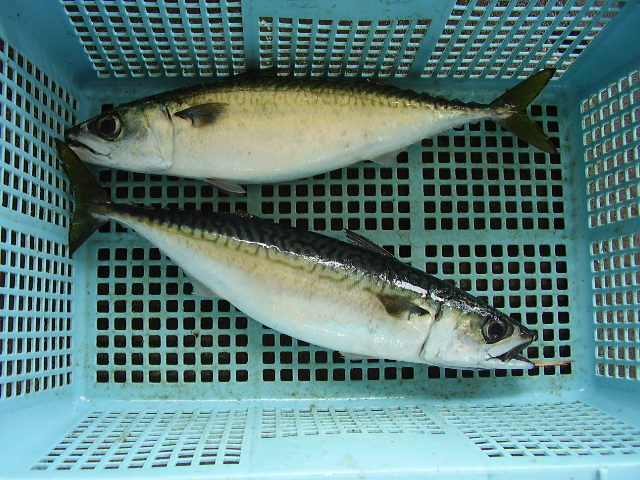
Scrumbie

Scrumbie este numele dat unor pești teleosteeni din familia Scombridae (genurile Scomber, Rastrelliger etc.) și familia Clupeidae (genul Alosa). Scrumbiile din familia Scombridae sunt numite și macrou.
Icrele de scumbie sunt o delicatesă în Statele Unite. 
Scumbiile adulte nu au dinți.
În apele din România, trăiesc 3 specii:
1. Scrumbie albastră (Scomber scombrus)
2. Scrumbie de Dunăre (Alosa immaculata)
3. Scrumbie de mare (Alosa maeotica)